# Fosse Bonne Part
La fosse Bonne Part, également orthographiée Bonnepart ou Bonne-Part, anciennement Bonaparte de la Compagnie des mines d'Anzin est un ancien charbonnage du Bassin minier du Nord-Pas-de-Calais, situé à Fresnes-sur-Escaut. Les deux puits de la fosse Bonaparte sont commencés en octobre 1802, l'un assure l'extraction, l'autre l'épuisement. Le terril no 182, Bonnepart, est édifié au nord-ouest du carreau de fosse. Celle-ci est renommée Bonne Part en 1812. Elle cesse d'extraire le 15 octobre 1882 et les puits sont abandonnés, celui d'épuisement est définitivement serrementé. Le puits d'extraction est dénoyé et repris en 1895 afin d'assurer l'aérage des fosses Vieux-Condé et La Grange. Le puits Bonne Part extraction est définitivement serrementé en 1913.
Le carreau de fosse est devenu un espace vert. Au début du XXIe siècle, Charbonnages de France matérialise les têtes des puits Bonne Part extraction et épuisement. Le terril est entièrement boisé.

## La fosse

### Fonçage
La fosse Bonaparte est commencée avec deux puits à partir d'octobre 1802. Le puits Bonaparte extraction a une section horizontale de forme carrée, et de 1,95 mètre de côté. Le puits d'épuisement, de section identique, est de 1,80 mètre de côté. Le puits d'épuisement est entrepris à 17 mètres au nord-ouest du puits d'extraction. L'orifice des puits est situé à l'altitude de 26 mètres. Le terrain houiller est atteint à la profondeur de 43 mètres.
La fosse est nommée en l'honneur de Napoléon Ier.

### Exploitation
La fosse est renommée Bonne Part en 1912, Bonnepart et Bonne-Part sont également attestées comme orthographes. La position de la fosse se révèle intéressante, puisque la ligne de Somain à Péruwelz passe au sud-est du carreau.
La fosse cesse d'extraire le 15 octobre 1882. Le puits Bonne Part épuisement est alors serrementé. La fosse est alors abandonnée jusqu'en 1895, date à laquelle le puits Bonne Part extraction est dénoyé puis repris pour permettre aux fosses Vieux-Condé et La Grange d'extraire. Celles-ci sont respectivement situées à 1 890 mètres au nord et à 2 866 mètres au sud-ouest. La fosse ferme définitivement en 1913, date à laquelle le puits d'extraction, profond de 370 mètres, est serrementé. La fosse a donc disparu avant la Nationalisation, survenue en 1946.

### Reconversion
Le site est reconverti en espace vert. Au début du XXIe siècle, Charbonnages de France matérialise les têtes des puits Bonne Part extraction et épuisement. Le BRGM y effectue des inspections chaque année. Il ne reste rien de la fosse.

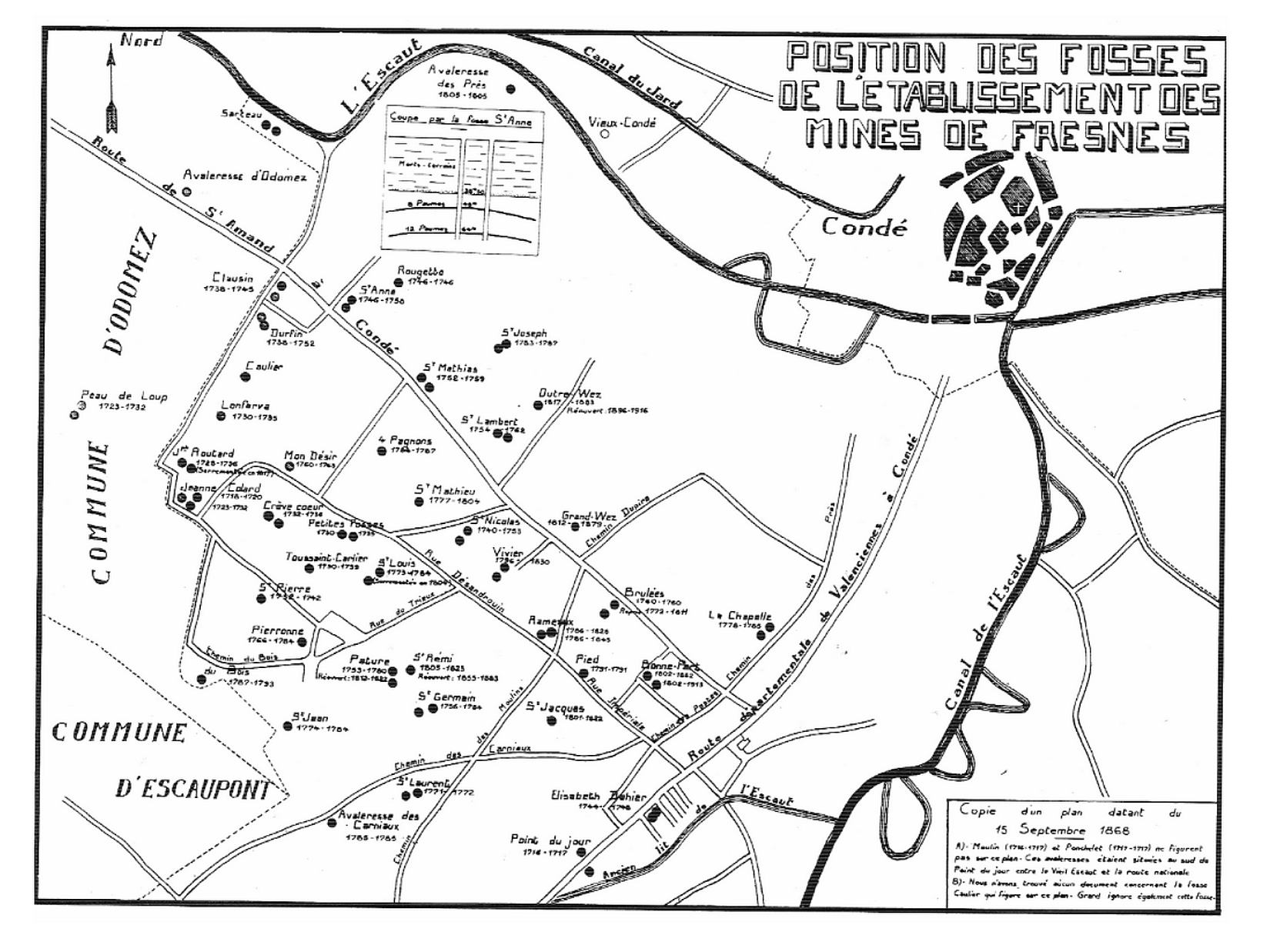
Localisation des puits de la compagnie sur le territoire de Fresnes-sur-Escaut.
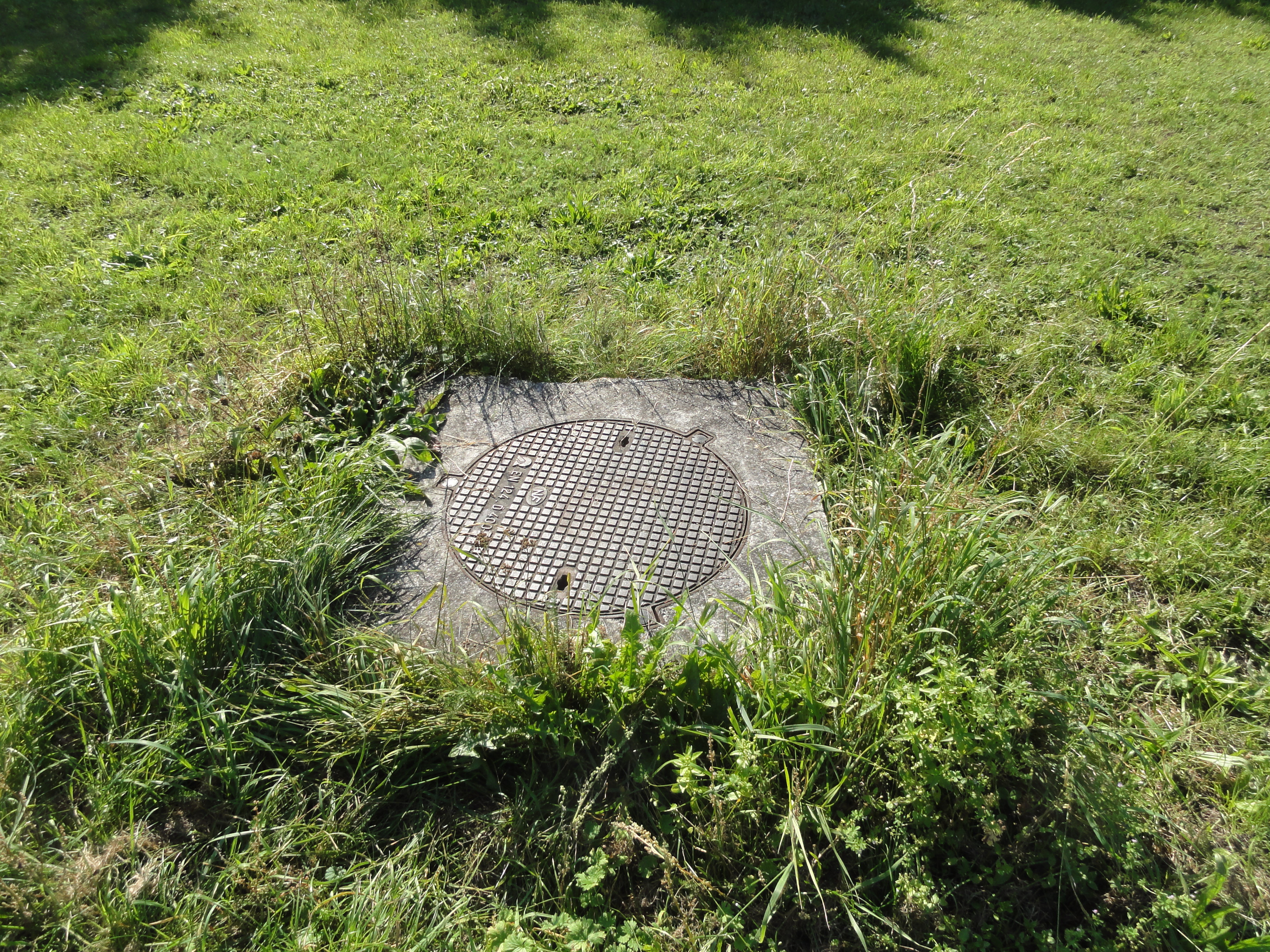
La tête de puits matérialisée Bonne Part extraction.
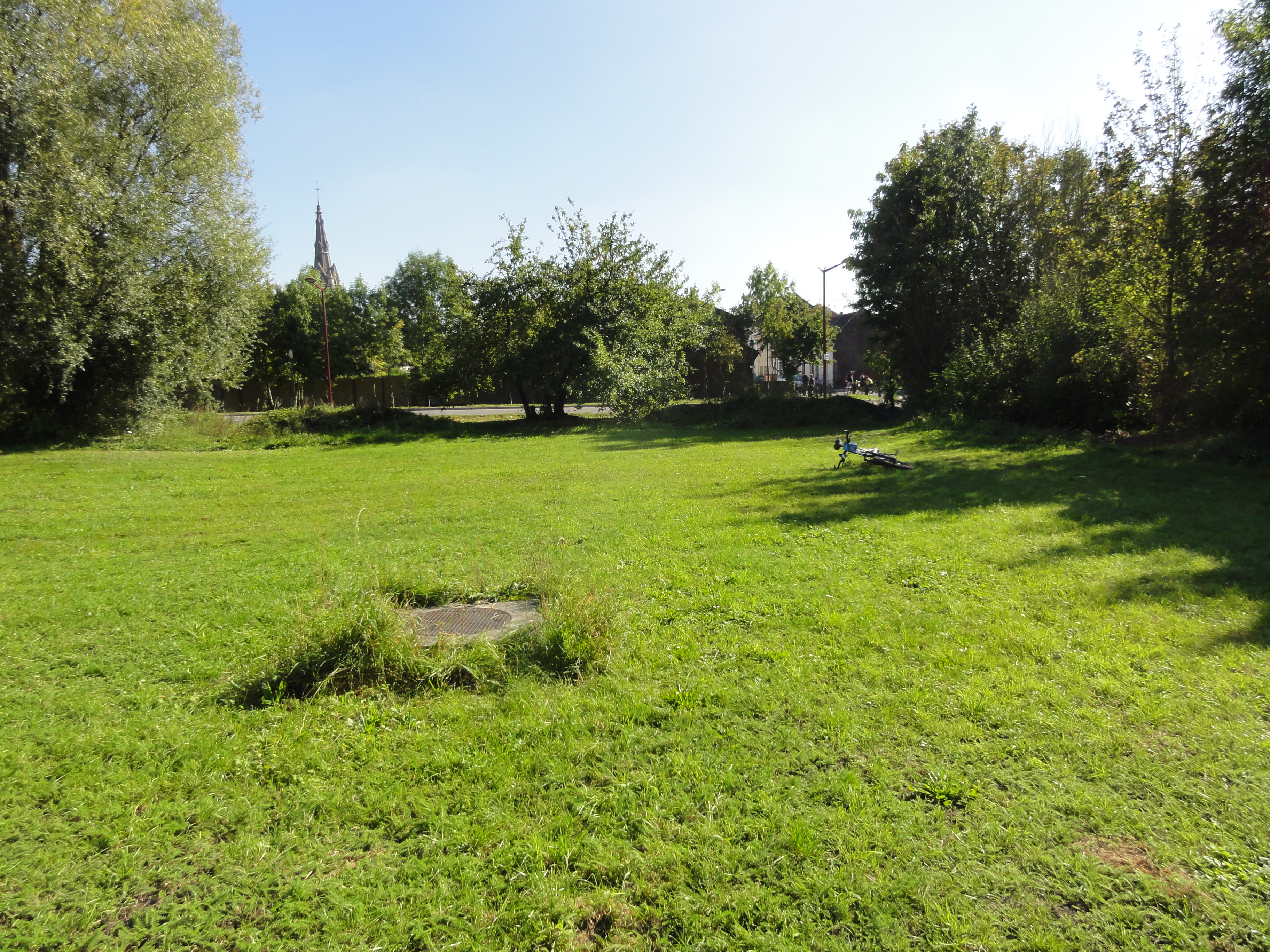
Le puits Bonne Part extraction dans son environnement.
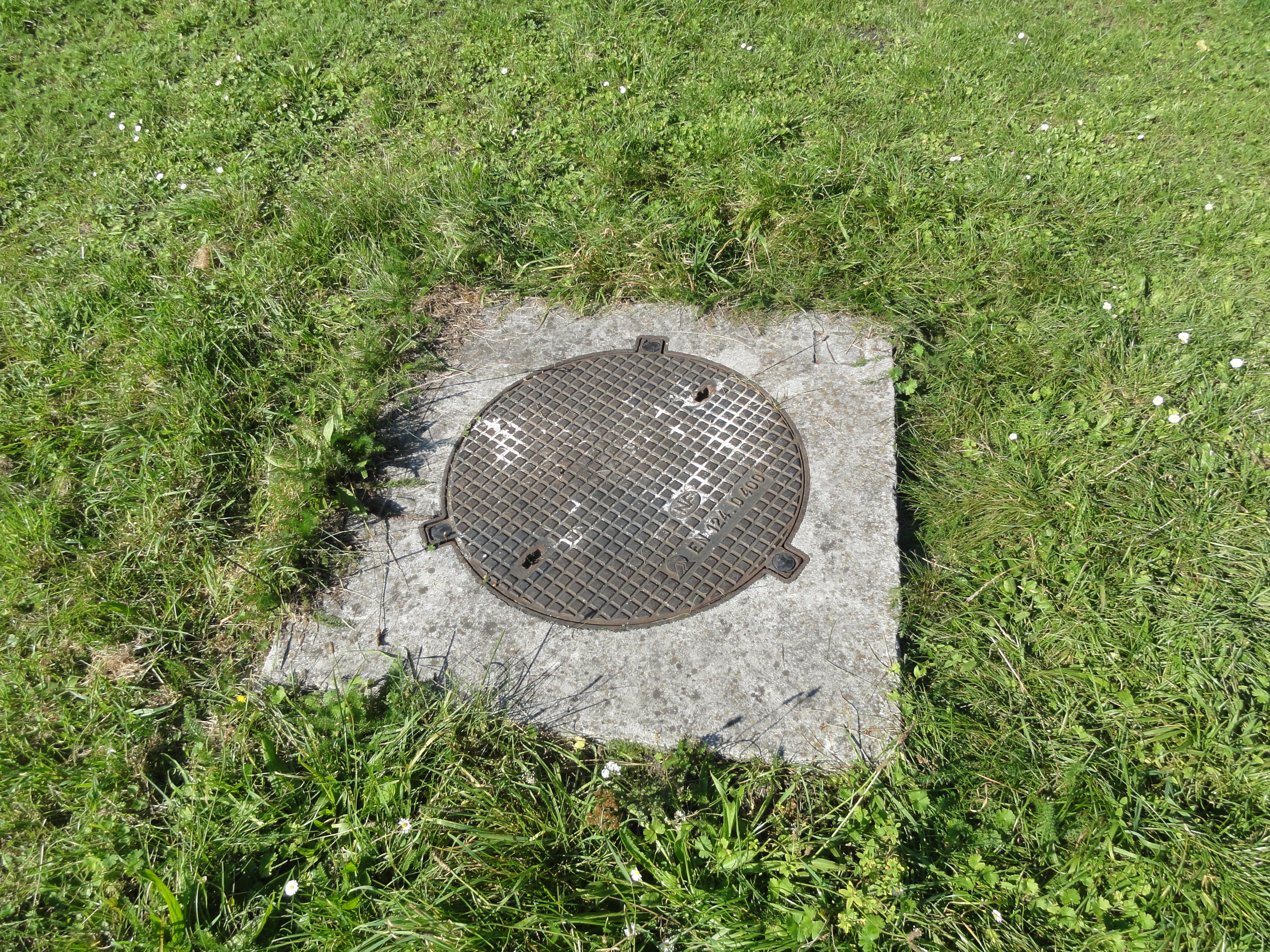
La tête de puits matérialisée Bonne Part épuisement.
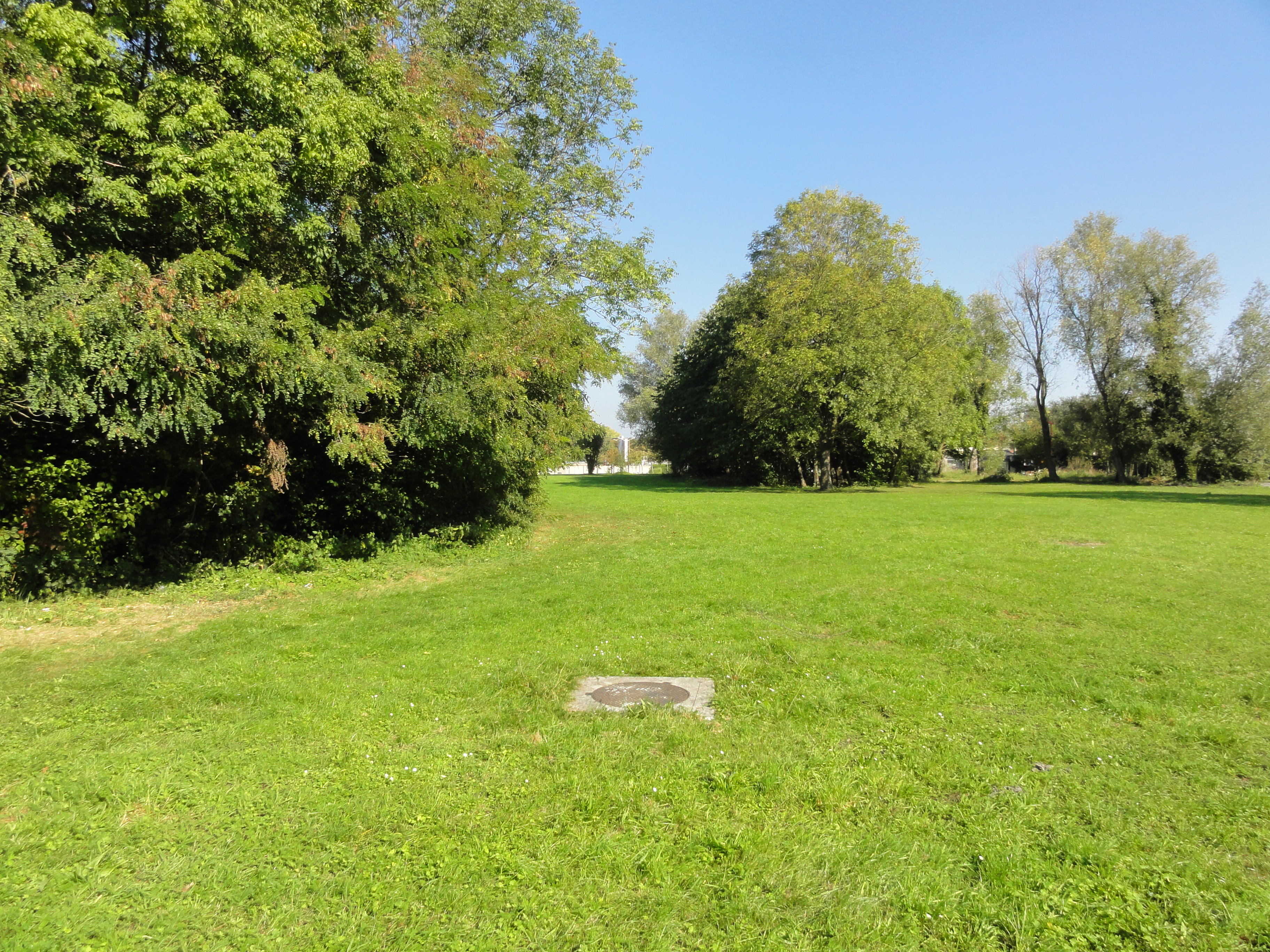
Le puits Bonne Part épuisement dans son environnement.
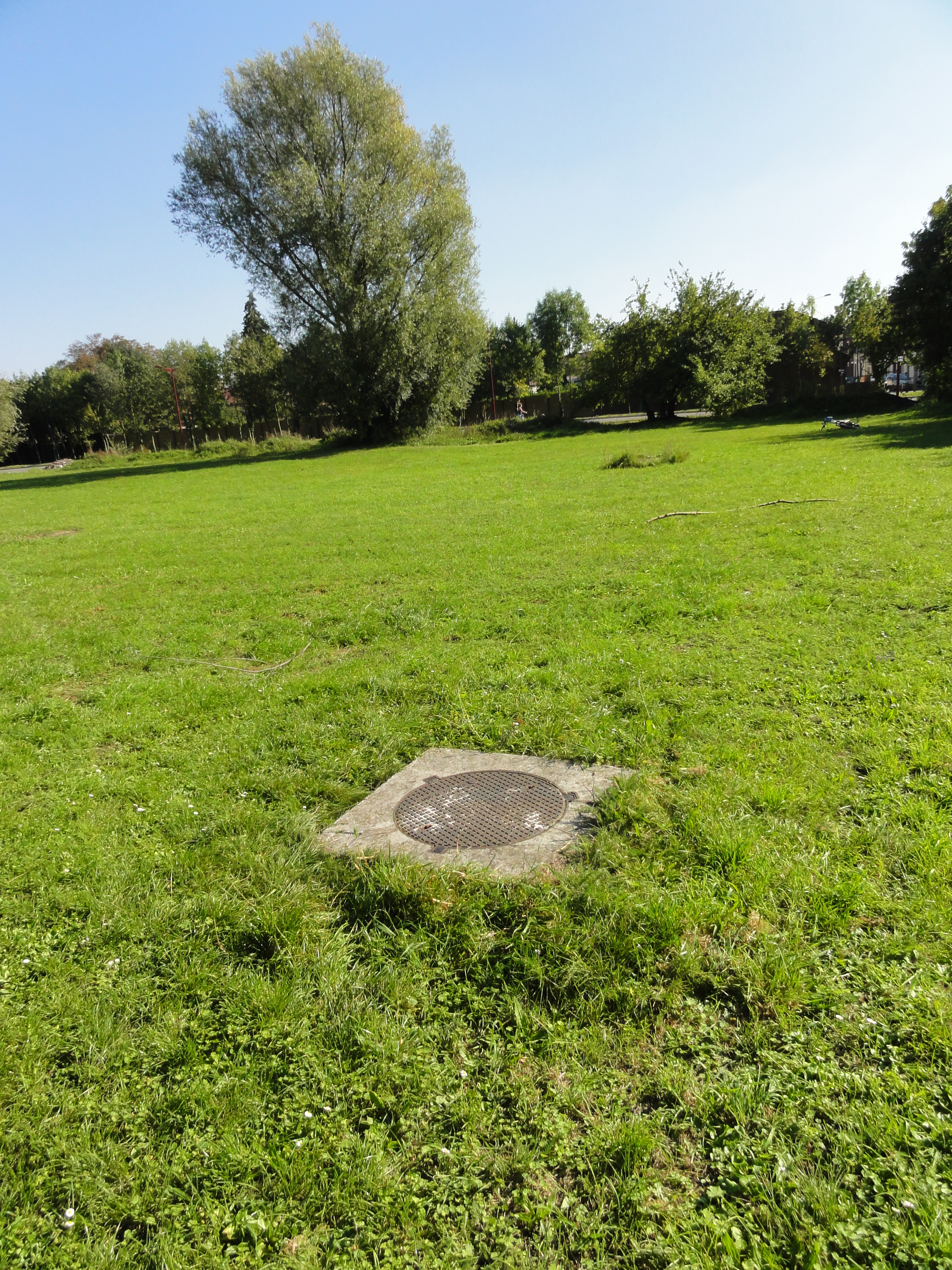
Au premier plan, le puits d'épuisement, en arrière-plan, le puits d'extraction.

## Le terril
50° 26′ 10″ N, 3° 34′ 22″ E

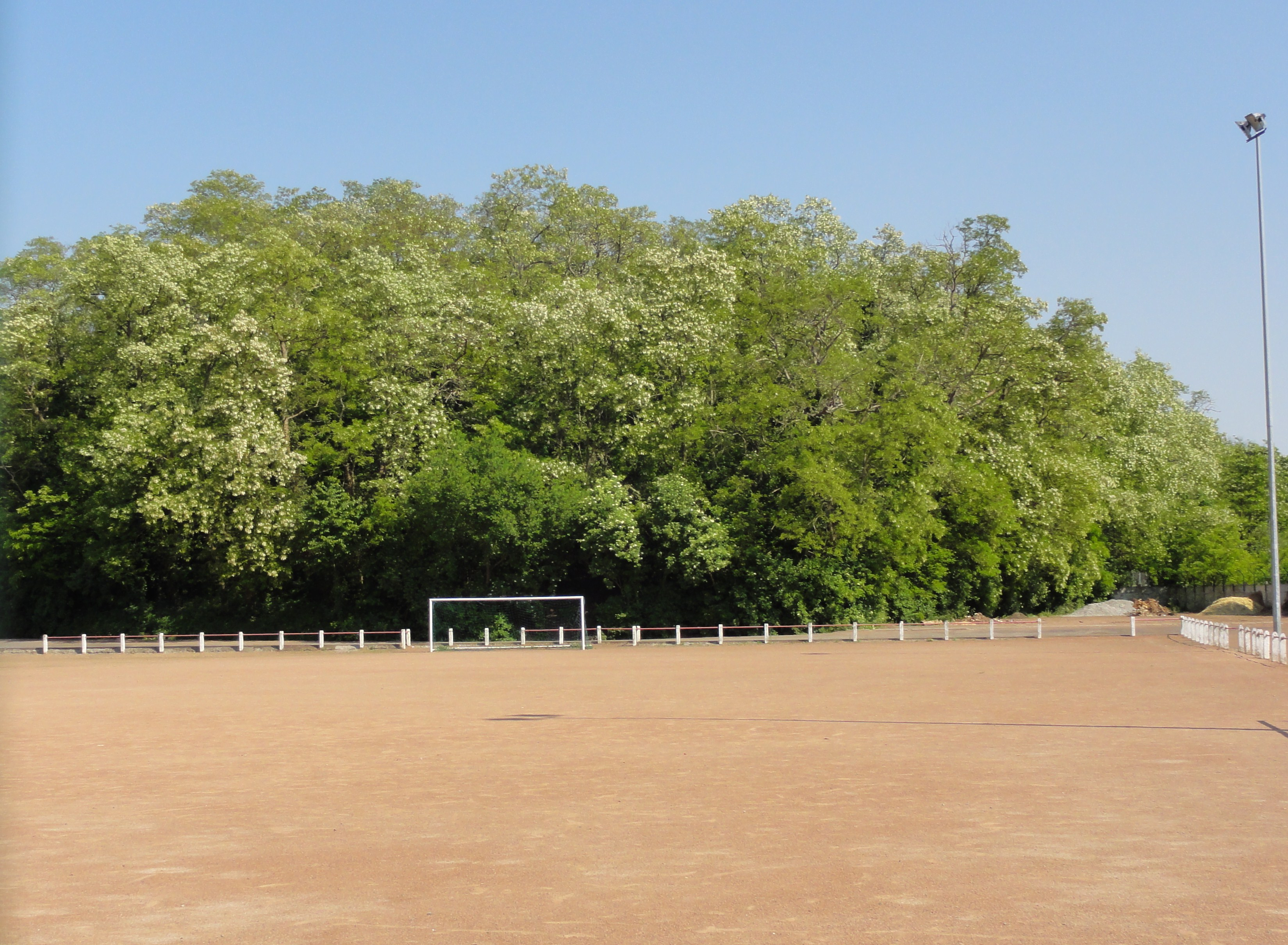
Le terril Bonnepart.

Le terril no 182, Bonnepart, situé à Fresnes-sur-Escaut, est le terril plat de la fosse Bonnepart des mines d'Anzin. De petite taille, il est entièrement boisé, et culmine à quatorze mètres de hauteur,.